# 1942–1943-as olasz labdarúgókupa
Az 1942–1943-as olasz labdarúgókupa az olasz kupa 10. kiírása. A kupát a Torino nyerte meg a klub történetében másodszor.

## Eredmények

### Kvalifikáció a Serie B-ből
| 1. csapat | Eredmény | 2. csapat |
| --------- | -------- | --------- |
| Cremonese | 2–1      | Brescia   |
| Fanfulla  | 6–1      | Savona    |

### Első forduló
| 1. csapat       | Eredmény   | 2. csapat          |
| --------------- | ---------- | ------------------ |
| Atalanta        | 3–1        | Liguria            |
| Torino          | 7–0        | Anconitana-Bianchi |
| Livorno         | 2–1        | Fiorentina         |
| Padova          | 3–5        | Milan              |
| M.A.T.E.R. Roma | 1–6        | Juventus           |
| Napoli          | 1–2        | Lazio              |
| Bari            | 0–3        | Roma               |
| Triestina       | 3–0        | Fanfulla           |
| Novara          | 1–1 (hu.)1 | Palermo            |
| Venezia         | 2–1        | Siena              |
| Pisa            | 0–1        | Cremonese          |
| Udinese         | 2–1 (hu.)  | Pescara            |
| Modena          | 2–0        | Alessandria        |
| Bologna         | 2–0        | Ambrosiana-Inter   |
| Vicenza         | 3–0        | Pro Patria         |
| Genova 1893     | 5–3        | Spezia             |

1A Napoli visszalépett.

### Nyolcaddöntő
| 1. csapat | Eredmény  | 2. csapat   |
| --------- | --------- | ----------- |
| Atalanta  | 0–2       | Torino      |
| Livorno   | 2–3       | Milan       |
| Juventus  | 2–3       | Lazio       |
| Roma      | 2–1       | Triestina   |
| Palermo   | 0–2 (hu.) | Venezia     |
| Cremonese | 0–1       | Udinese     |
| Modena    | 0–4       | Bologna     |
| Vicenza   | 1–21      | Genova 1893 |

1Az olasz szövetség döntése alapján.

### Negyeddöntő
| 1. csapat | Eredmény | 2. csapat   |
| --------- | -------- | ----------- |
| Torino    | 5–0      | Milan       |
| Lazio     | 1–2      | Roma        |
| Venezia   | 3–2      | Udinese     |
| Bologna   | 2–5      | Genova 1893 |

### Elődöntő
| 1. csapat | Eredmény | 2. csapat   |
| --------- | -------- | ----------- |
| Torino    | 2–01     | Roma        |
| Venezia   | 3–0      | Genova 1893 |

1A mérkőzés 3–1-nél félbeszakadt. Végül az olasz szövetség döntése alapján 2–0-val odaítélték a mérkőzést a Torinónak.

### Döntő
| 1943. május 30. |

| Torino                                  | 4–0   | Venezia |
| --------------------------------------- | ----- | ------- |
| Ossola 22' 48' Ferraris 46' Mazzola 52' | (1–0) |         |

| San Siro, Milánó Nézőszám: – Játékvezető: Giuseppe Zelocchi |

| Az 1942–1943-as olasz labdarúgókupa győztese: |
| --------------------------------------------- |
| Torino 2. cím                                 |